# 15-та кавалерійська дивізія (Російська імперія)
15-та кавалерійська дивізія — кавалерійське з'єднання в складі Російської імператорської армії. Входила до складу 15-го армійського корпусу.

## Історія

### Формування
- 1891-1918 - 15-та кавалерійська дивізія

### Бойовий шлях
15-та дивізія брала участь у Першій світовій війні, зокрема Східно-Прусської операції 1914 року .

## Склад дивізії

### Склад дивізії на 1914 рік
- 1-а бригада (Плоцьк)
  - 15-й драгунський Переяславський Імператора Олександра III полк
  - 15-й уланський Татарський полк
- 2-а бригада (Плоцьк)
  - 15-й гусарський Український Великої Княгині Ксенії Олександрівни полк
  - 3-й Уральський козачий полк
- 10-й кінно-артилерійський дивізіон (Плоцьк)

## Командування дивізії

### Начальники дивізії
- 23.07.1891 - 28.11.1897 - генерал-майор (з 30.08.1894 генерал-лейтенант) барон Каульбарс Олександр Васильович
- 03.12.1897 - 31.05.1899 - генерал-майор барон фон Штакельберг Георгій Карлович
- 17.01.1899 - 14.01.1907 - генерал-майор (з 06.12.1899 генерал-лейтенант) Квітницький Ераст Ксенофонтовіч
- 18.01.1907 - 08.03.1907 - генерал-майор Цуріков Афанасій Андрійович
- 22.04.1907 - 01.05.1910 - генерал-лейтенант Папа-Афанасопуло Микола Георгійович
- 01.05.1910 - 29.07.1915 - генерал-лейтенант Любомиров Павло Петрович
- 29.07.1915 - 12.09.1915 - генерал-майор Бюнтінг Олексій Георгійович
- 12.09.1915 - 21.11.1916 - генерал-майор Абрамов Федір Федорович
- 08.12.1916 - xx.xx.1917 - генерал-майор (c 1917 генерал-лейтенант) Мартинов Анатолій Іванович (командувач)